# Georg Brandes-priset
Georg Brandes-priset är ett danskt litteraturpris.
Priset instiftades av Litteraturkritikernes Lav den 23 september 1969 och utdelades första gången den 26 november samma år. Med priset följer ett penningbelopp, som ursprungligen var på 1 000 kronor, men som gradvis har blivit höjt. 2016 var priset på 75 000 kronor. Priset utdelas i december eller januari och tilldelas en författare för ett kritiskt verk, som har utkommet under det senaste året. 
Utöver Georg Brandes-priset utdelar Litteraturkritikernes Lav också Kritikerpriset.

## Pristagare
- 1969 – Aage Henriksen och Johan Fjord Jensen för tidskriften Kritik
- 1970 – Sven Møller Kristensen: Litteratursociologiske essays
- 1971 – Jørgen Bukdahl: Folkelighed og eksistens
- 1972 – Peter P. Rohde: Både - og
- 1973 – Villy Sørensen: Uden mål - og med (essays)
- 1974 – Oluf Friis: Den unge Johannes V. Jensen 1873-1902. I-II
- 1975 – Børge Houmann
- 1976 – Ebbe Spang-Hanssen: Kulturblindhed
- 1977 – Ulrich Horst Petersen
- 1978 – Morten Borup
- 1979 – John Chr. Jørgensen
- 1980 – Nynne Koch
- 1981 – Keld Zeruneith: Den frigjorte. Emil Aarestrup i digtning og samtid. En biografi (doktorsavhandling)
- 1982 – Thomas Bredsdorff: Tristans børn. Angående digtning om kærlighed og ægteskab i den borgerlige epoke
- 1983 – Pil Dahlerup: Det moderne gennembruds kvinder
- 1984 – Poul Behrendt: Bissen og dullen
- 1985 – Hans Hertel
- 1986 – Tania Ørum
- 1987 – Bodil Wamberg: Johanne Luise Heiberg (biografi)
- 1988 – Torben Brostrøm: Visse øjeblikke
- 1989 – Frans Lasson: Olaf Bull. Brev fra en dikters liv. Band 1-2
- 1990 – Jens Andersen: Thit - den sidste valkyrie (biografi)
- 1991 – Bjørn Bredal
- 1992 – F.J. Billeskov Jansen
- 1993 – Carsten Jensen
- 1994 – Inge Eriksen
- 1995 – Henrik Wivel: Den store stil. Dansk symbolisme og impressionisme omkring år 1900
- 1996 – Per Stig Møller: Den naturlige orden
- 1997 – Peter Schepelern: Lars von Triers elementer (biografi)
- 1998 – Jørgen Haugan: Alt er som bekendt erotik (biografi, Martin Andersen Nexø)
- 1999 – Marianne Juhl: Peter Seeberg (biografi)
- 2000 – Joakim Garff: SAK (biografi)
- 2001 – Søren Schou: Og andre forfattere. Dansk fiktionsprosa 1945-60
- 2002 – Finn Stein Larsen: Den magiske livskreds. Frank Jægers lyrik
- 2003 – Hans Hauge: Post-Danmark. Politik og æstetik hinsides det naturlige
- 2004 – Jørgen Knudsen: Georg Brandes. Bind 1-8
- 2004 – Extraordinärt hederspris till Thomas Bredsdorff för boken Den brogede oplysning
- 2005 – Jens Engberg: Magten og kulturen. Bind 1-3
- 2006 – Mette Dalsgaard: En optimistisk tragedie. Sovjetruslands litteratur 1917-85
- 2007 – Niels Frank: Alt andet er løgn
- 2008 – Rune Lykkeberg: Kampen om sandhederne
- 2009 – Erik A. Nielsen: Kristendommens retorik. Den kristne digtnings billedformer
- 2010 – Dan Ringgaard: Stedssans
- 2011 – Lis Møller: Erindringens poetik[2]
- 2012 – Sune de Souza Schmidt-Madsen: En lille bog om Blixen[3]
- 2013 – Niels Barfoed: Benedicte - En skæbne
- 2014 – Martin Zerlang: Karikaturland - i krydsild mellem danske forfattere og tegnere[4]
- 2015 – Hans Otto Jørgensen: Horden - 13 digterportrætter 1872-1912[5]
- 2016 – Ivar Gjørup: Platons gåde[1]
- 2017 – Litteraturmagasinet Standart[6]
- 2018 – Frits Andersen: Sydhavsøen. Nydelsens geografi
- 2019 – Henrik Yde: NEXØ. Martin Andersen Nexøs liv og værk
- 2020 – Susanne Christensen: Leonoras rejse
- 2021 – Tine Roesen: Dostojevskij. En introduktion
- 2022 – Ida Jessen: Endnu en bog jeg aldrig skrev
- 2023 – Atlas magasin